# Aldo Garzanti
Aldo Garzanti (Forlì, 4 giugno 1883 – San Pellegrino Terme, 5 luglio 1961) è stato un imprenditore, editore e filantropo italiano.

## Biografia
Nasce a Forlì, figlio di Livio e Maria. Il padre, maestro elementare, è stato soldato al seguito di Garibaldi nella campagna del 1866. Riceve un'educazione improntata agli ideali mazziniani e risorgimentali. Il 28 aprile 1906 è iniziato in Massoneria nella Loggia Otto agosto di Bologna.
Frequenta nella città natale il Liceo Classico «Morgagni»; successivamente si iscrive alla Facoltà di Lettere dell'Università di Bologna. Allievo di Giovanni Pascoli, si laurea nel 1907 con una tesi intitolata Studi sulla costituzione e condizione politica, amministrativa, economica e sociale di Forlì nel secolo XVI.
Nel 1920 sposa Sofia Ravasi. L'anno successivo nasce un figlio, cui viene dato il nome Livio, come il nonno.
Dopo essersi dedicato, fino al 1921, all'insegnamento, si trasferisce a Milano e si dà con successo all'attività di imprenditore. Opera nella chimica, fondando la società Sadaf produttrice di coloranti e prodotti per la concia di pellami. Nel 1932 diversifica l'attività aprendo la società Miret, specializzata in pizzo e seta. Nel secondo dopoguerra si afferma nel settore degli ausiliari tessili.
Nel 1937, anche dietro consiglio del caro amico Aldo Spallicci, Garzanti decide di dedicarsi all'editoria. Nel 1939 rileva la casa editrice Fratelli Treves (i fratelli Treves, in quanto ebrei, sono costretti a cederne la proprietà a causa della promulgazione delle leggi razziali) che diviene la Aldo Garzanti editore, subito una delle più importanti in campo nazionale, punto di riferimento di intellettuali ed autori del tempo (Curzio Malaparte, Riccardo Bacchelli, Elsa Morante).
Nel 1952 Aldo, pur mantenendo la presidenza della casa editrice, lascia la conduzione effettiva del gruppo al figlio Livio, all'epoca trentunenne per dedicarsi all'attività filantropica. Si dedica ad un nuovo progetto: una Fondazione destinata ad ospitare artisti e letterati, con sede nella natia Forlì. La Fondazione ha tuttora sede presso l'Hotel della Città, in Corso della Repubblica.
Il 12 ottobre 1957 viene ufficialmente inaugurato e aperto al pubblico, nel corso di un'affollatissima cerimonia, il grande complesso architettonico voluto e finanziato da Aldo Garzanti e progettato dallo studio milanese Ponti-Fornaroli-Rosselli, che ospita la “Fondazione Livio e Maria Garzanti” (dedicata ai genitori di Aldo). Il «premio Garzanti», istituito per tenere a battesimo la neonata istituzione, fu attribuito nel novembre dello stesso anno.
Muore nel 1961, all'età di 78 anni.

## Opere
Nel 1908 pubblica la monografia Il Comune di Forlì nella prima metà del secolo XVI, approfondito studio sui rapporti fra il Contado e la Città.

Nello stesso anno la rivista «La Romagna» pubblica il saggio Il contadino forlivese e il contratto di mezzadria nel secolo XVI ed esce presso La tipografia Jesina di Jesi lo studio Un banco ebreo in Forlì.